# Понтоток (округ, Оклахома)
Шаблон:StateAbbr_ 34°43′ пн. ш. 96°41′ зх. д. / 34.72° пн. ш. 96.69° зх. д.
Округ Понтоток (англ. Pontotoc County) — округ (графство) у штаті Оклахома, США. Ідентифікатор округу 40123.

## Історія
Округ утворений 1907 року.

## Демографія
За даними перепису 2000 року загальне населення округу становило 35 143 особи, зокрема міського населення було 16 463, а сільського — 18 680. Серед мешканців округу чоловіків було 16 958, а жінок — 18 185. В окрузі було 13 978 домогосподарств, 9426 родин, які мешкали в 15 575 будинках. Середній розмір родини становив 2,98.
Віковий розподіл населення поданий у таблиці:
| Стать    | До 15 років | 15-21 | 22-29 | 30-39 | 40-49 | 50-65 | 65-85 | Понад 85 |
| -------- | ----------- | ----- | ----- | ----- | ----- | ----- | ----- | -------- |
| Чоловіки | 3499        | 2395  | 1912  | 2210  | 2242  | 2600  | 1925  | 175      |
| Жінки    | 3580        | 1925  | 1906  | 2301  | 2430  | 2883  | 2586  | 574      |

## Суміжні округи
- Семінол — північ
- Г'юз — північний схід
- Коул — південний схід
- Джонстон — південь
- Маррі — південний захід
- Гарвін — захід
- Макклейн — північний захід
- Поттаватомі — північний захід

## Виноски
1. ↑  U.S. Decennial Census. United States Census Bureau. Процитовано 22 лютого 2015.
2. ↑  Historical Census Browser. University of Virginia Library. Архів оригіналу за 23 червня 2018. Процитовано 22 лютого 2015.
3. ↑  Forstall, Richard L., ред. (27 березня 1995). Population of Counties by Decennial Census: 1900 to 1990. United States Census Bureau. Процитовано 22 лютого 2015.
4. ↑  Census 2000 PHC-T-4. Ranking Tables for Counties: 1990 and 2000 (PDF). United States Census Bureau. 2 квітня 2001. Процитовано 22 лютого 2015.
5. ↑  State & County QuickFacts. United States Census Bureau. Архів оригіналу за 6 червня 2011. Процитовано 12 листопада 2013.(англ.) Наведено за англійською вікіпедією.
6. ↑  American FactFinder. Бюро перепису населення США. Архів оригіналу за 26 лютого 2012. Процитовано 31 січня 2008.

| США | Це незавершена стаття з географії США. Ви можете допомогти проєкту, виправивши або дописавши її. |